# タニノアローラ
タニノアローラ（1992年4月4日 - 不明）は、日本の競走馬。1994年のフラワーカップの勝ち馬である。

## 経歴
- 特記事項なき場合、本節の出典はJBISサーチ[3]

### 3歳（1994年）
1994年5月16日、岩見沢競馬場のアラ系3才新馬（ダート900m）でデビューし1着。6月1日のアラ系3才OPでの勝利によりオープン入り。重賞初挑戦となった6月29日のフラワーカップでは圧倒的1番人気に推されての出走となった。結果はミスリレハンメルに3馬差をつけ快勝し、重賞初制覇を果たした。7月のアラ系3才OPの2着を挟んでゴールドトロフィーに出走。1番人気のアイアイホーマーが失速する中、3着と健闘（勝ち馬:マサルテンボシ）。次戦のアラ系3才OPも2着と好走した後、札幌競馬場で行われたアラブ3才争覇に出走。直近の勝ち星が無かったことも響き5番人気に支持された。結果はサダノチャンピオンの9着と惨敗。次戦の銀杏特別はハカタヤマガサの2着と、勝ち星にこそ恵まれなかったが重賞以外では善戦を繰り広げた。11月3日には重賞のジュニアチャンピオンに出走。7番人気に支持されたタニノアローラは、1着馬サダノチャンピオンから遅れること10着惨敗で3歳シーズンを終える。

### 4歳（1995年）
4歳初戦は4月17日の陽春特別。サダノチャンピオンに次ぐ2着と惜敗。以降は特別競走に出走するも8着、7着と掲示板入りすら叶わなかった。5月25日、旭川競馬場で行われた4歳馬限定戦の北海盃に出走。7番人気の伏兵人気を覆せずサダノチャンピオンの8着と惨敗。8月1日にはCD級の北斗七星特別に出走。格を大きく落としたことで2番人気まで回復するもスマノエイカンの11着とシンガリ負け。

### 5歳（1996年）
古馬初戦は5月9日の福寿草特別。1番人気のゴールデンダストを破りシーズン初勝利を飾った。実にフラワーカップ以来の勝ち星となった。次戦はサラアラ混合戦（以下混合戦）の栗山特別。3番人気に支持されるもジュピター（サラ）の7着と惨敗。その後も混合戦のヒュドラ特別に挑むもスクオールタカ（サラ）の5着と掲示板入りするのがやっとだった。7月11日の宵の明星特別からアラブ戦に戻り、6番人気の3着と好走。翌8月8日の天の川特別では2着コイジガワに6馬身差をつけて勝利を収めた。その後は混合戦のディオスクロイ特別に出走。アラブのサダノチャンピオンの他に北斗盃2着のジョーパレス（サラ）が出走するなか5番人気に支持された。結果はショウエイヤングをハナ差で制し勝利。9月も引き続き混合戦のアルゲディ特別に出走。アラブとしては最も人気を集めた2番人気に支持されステディボーイの4着、3着との差はクビ差とサラブレッド相手に善戦。黄菊賞ではレーシングクィーンの7着と惨敗するも、10月29日の混合戦・十勝農協連特別ではリッシン（サラ）にクビ差の2着と好走。

### 6歳（1997年）
6歳初戦は4月22日のゆきやなぎ特別。前走の好走が評価されマサルテンボシに次ぐ2番人気に支持されるがファニーバージの4着と黒星スタート。次戦は混合戦の水芭蕉特別。結果はヤマフパディーの11着とシンガリ負け。その後も混合戦・朝里川特別に挑むもメグロタイクーンの8着と大敗を喫した。1997年8月4日付で登録を抹消・引退した。引退後の動向は不明。

## 血統表
| タニノアローラの血統                       | タニノアローラの血統                                                  | タニノアローラの血統                                                  | （血統表の出典）                                                      | （血統表の出典） |
| 父系                                       | エルシド系（テディ系）                                                | エルシド系（テディ系）                                                | エルシド系（テディ系）                                                | [ § 2 ]          |
| 父 ミスターヨシゼン Mr. Yoshizen 1984 鹿毛 | 父の父キタノトウザイ 1976 栗毛                                        | スカレー                                                              | *エルシド                                                             | *エルシド        |
| 父 ミスターヨシゼン Mr. Yoshizen 1984 鹿毛 | 父の父キタノトウザイ 1976 栗毛                                        | スカレー                                                              | トモスカツプ                                                          |                  |
| 父 ミスターヨシゼン Mr. Yoshizen 1984 鹿毛 | 父の父キタノトウザイ 1976 栗毛                                        | イナリトウザイ                                                        | サラ *カリム                                                          | サラ *カリム     |
| 父 ミスターヨシゼン Mr. Yoshizen 1984 鹿毛 | 父の父キタノトウザイ 1976 栗毛                                        | イナリトウザイ                                                        | タクマサル                                                            |                  |
| 父 ミスターヨシゼン Mr. Yoshizen 1984 鹿毛 | 父の母ヨシゼン 1971 鹿毛                                              | センジユ                                                              | 方景                                                                  | 方景             |
| 父 ミスターヨシゼン Mr. Yoshizen 1984 鹿毛 | 父の母ヨシゼン 1971 鹿毛                                              | センジユ                                                              | イースタン                                                            |                  |
| 父 ミスターヨシゼン Mr. Yoshizen 1984 鹿毛 | 父の母ヨシゼン 1971 鹿毛                                              | ヨシハート                                                            | マツギク                                                              | マツギク         |
| 父 ミスターヨシゼン Mr. Yoshizen 1984 鹿毛 | 父の母ヨシゼン 1971 鹿毛                                              | ヨシハート                                                            | ハートフジ                                                            |                  |
| 母 マイリンドウ 1980 黒鹿毛                | 母の父タイムライン 1969 栗毛                                          | タガミホマレ                                                          | ミネフジ                                                              | ミネフジ         |
| 母 マイリンドウ 1980 黒鹿毛                | 母の父タイムライン 1969 栗毛                                          | タガミホマレ                                                          | バイオレツト                                                          |                  |
| 母 マイリンドウ 1980 黒鹿毛                | 母の父タイムライン 1969 栗毛                                          | リユウエイ                                                            | シユンエイ                                                            | シユンエイ       |
| 母 マイリンドウ 1980 黒鹿毛                | 母の父タイムライン 1969 栗毛                                          | リユウエイ                                                            | タツリユウ                                                            |                  |
| 母 マイリンドウ 1980 黒鹿毛                | 母の母マイオペレツタ 1973 鹿毛                                        | センジユ                                                              | 方景                                                                  | 方景             |
| 母 マイリンドウ 1980 黒鹿毛                | 母の母マイオペレツタ 1973 鹿毛                                        | センジユ                                                              | イースタン                                                            |                  |
| 母 マイリンドウ 1980 黒鹿毛                | 母の母マイオペレツタ 1973 鹿毛                                        | オペレツタ                                                            | ホールインワン                                                        | ホールインワン   |
| 母 マイリンドウ 1980 黒鹿毛                | 母の母マイオペレツタ 1973 鹿毛                                        | オペレツタ                                                            | ウーリキャップ                                                        |                  |
| 母系(F-No.)                                | オーバーヤン五ノ二(HUN)系(FN:不明)                                    | オーバーヤン五ノ二(HUN)系(FN:不明)                                    | オーバーヤン五ノ二(HUN)系(FN:不明)                                    | [ § 3 ]          |
| 5代内の近親交配                            | センジユ：S3×M3、方景：S4×M4×M5、バラツケー：S5×M5×M5、梅橋：S5×M5×M5 | センジユ：S3×M3、方景：S4×M4×M5、バラツケー：S5×M5×M5、梅橋：S5×M5×M5 | センジユ：S3×M3、方景：S4×M4×M5、バラツケー：S5×M5×M5、梅橋：S5×M5×M5 | [ § 4 ]          |
| 出典                                       | 1. 2. 3. 4.                                                           | 1. 2. 3. 4.                                                           | 1. 2. 3. 4.                                                           | 1. 2. 3. 4.      |

- 父の母ヨシゼンは1974年アラブ王冠（春）の勝ち馬。
- 三代母オペレツタは1967年のアラブ大賞典（春）勝ち馬。またこの牝系からは読売カップ（春）を制したフミエが出ている。
- 主な近親はフブキベル（アラブダービー）、バクシンオー（キングカップ、福山ダービー、アラブ王冠、福山大賞典、福山アラブマイラーズ）。